# Mops
Mops je staré psí plemeno malého vzrůstu původem z Dálného východu.

## Dějiny
Tato miniatura mastifa z Dálného východu vznikla asi v období 1700 př. n. l., pravděpodobně z Číny nebo Tibetu. Předchůdci mopse byli společníky buddhistických lámů. Do Holandska byli dovezeni v 16. století námořníky holandské Východoindické společnosti a stali se na téměř tři sta let společníky šlechticů a králů. O rozšíření tohoto plemene se zasloužil šlechtický rod Viléma Oranžského, jehož mopsi zachránili před atentátem. Ve 20. století zájem o ně opadl, ale nyní opět stoupá. Dalším panovníkem, který mopse proslavil, byla anglická královna Viktorie.

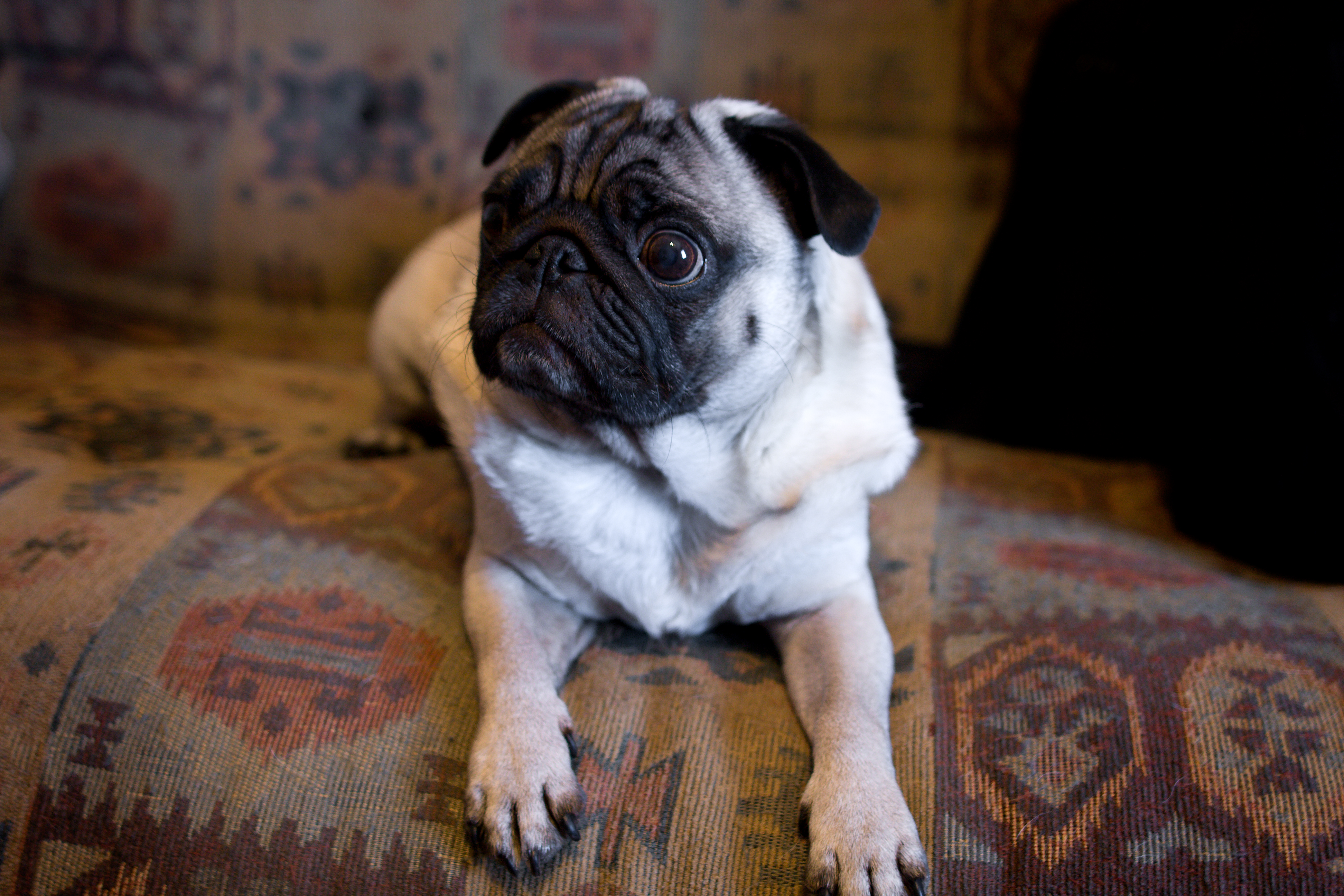

## Povaha
Mops má zdánlivě mrzutý vzhled, ale je to přítulný pes. Toto odvážné plemeno je bojovné, soběstačné, neobyčejně tvrdé a přizpůsobivé. Jeho statné tělo, plochý obličej a nemžikající pohled naznačují silnou osobnost. Ačkoliv je to cílevědomý a silný psík, jen zřídka bývá agresivní. Jeho přítulnost k lidské rodině z něj činí ceněného a příjemného společníka. Je to hodný pes, je i velice klidný. Mops je přátelský pes, vstřícný ke všem lidem, bez stínu nedůvěřivosti či dokonce agresivity. Je roztomile hravý, čilý a veselý. Je to povahou šťastný a veselý pejsek.

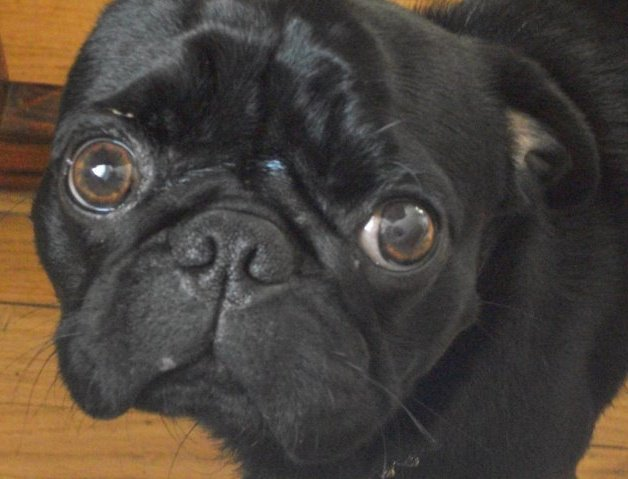

## Základní péče
Pro toto plemeno je charakteristická citová závislost na člověku, vyžaduje intenzivní, pokud možno i fyzický kontakt s majitelem, jemuž je bezmezně oddán. Výchova mopse není složitá, je potřeba jen hlídat, aby nebyl přespříliš rozmazlován. Je to klidné plemeno s vyrovnanou povahou a bez obvyklých zlozvyků.
Psi tohoto plemena se však potýkají s očními problémy, například zánětem rohovky; mohou také mít sklon k obezitě, která může způsobit další zdravotní komplikace. Mops také obvykle funí a chrápe. Protože má zkrácený čenich, má toto plemeno sklon k dýchacím obtížím a nesnáší přílišné horko.
Mops se průměrně dožívá 13 až 15 let. Srst má jemnou, hladkou, měkkou a lesklou; nikdy se nevlní. Zbarvením je stříbrný, plavý, meruňkový nebo černý. Mops může mít tzv. „úhoří pruh“, který probíhá až ke kořenu ocasu. Váží okolo 8 až 12 kg.